# Vereinigung Schwäbisch-Alemannischer Narrenzünfte

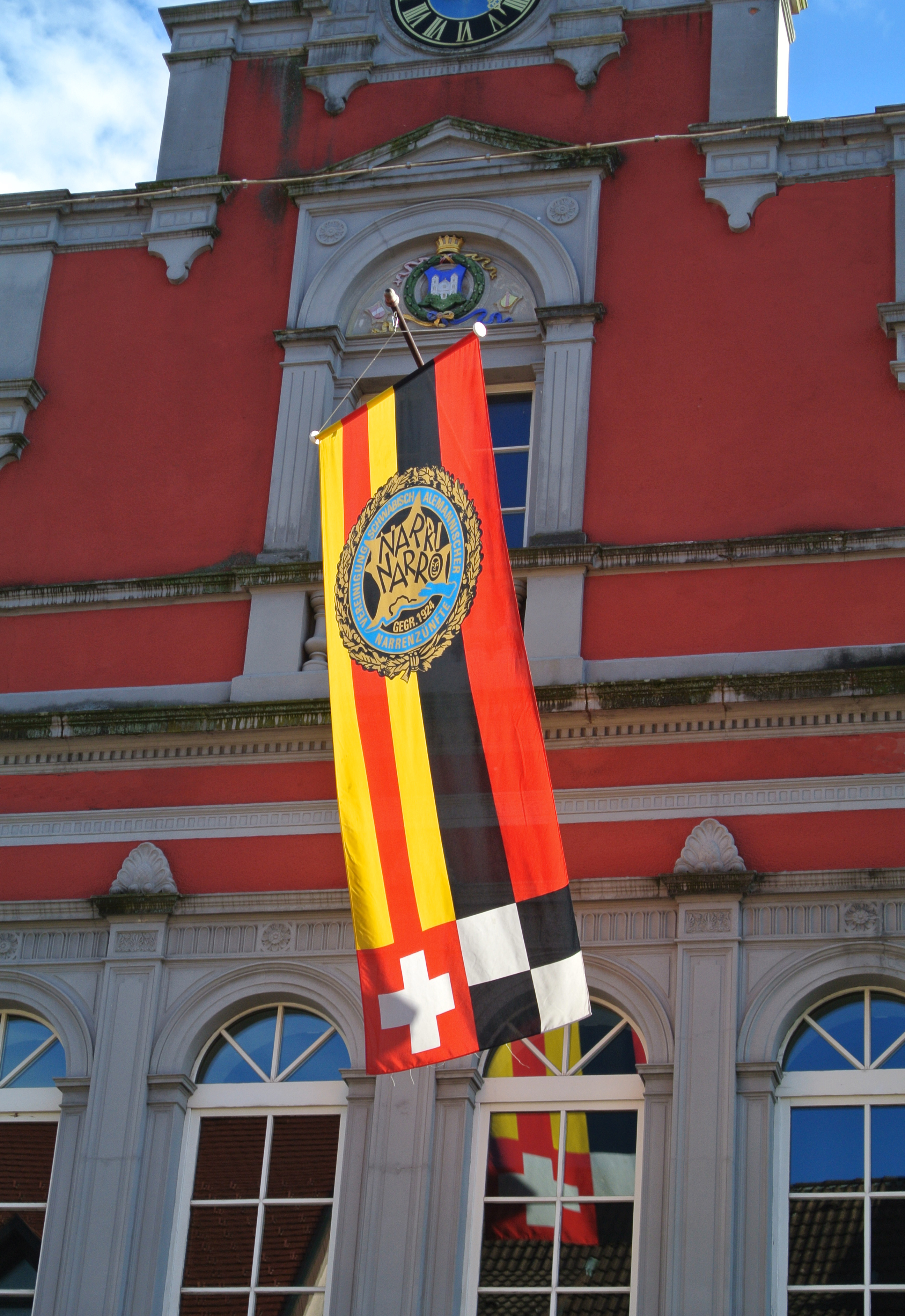
Die VSAN-Fahne vorm Waldkircher Rathaus

Die Vereinigung Schwäbisch-Alemannischer Narrenzünfte (VSAN) ist der 1924 gegründete Dachverband von 68 traditionell ausgerichteten Narrenzünften der schwäbisch-alemannischen Fastnacht. Räumlich befinden sich die Narrenzünfte in den Regierungsbezirken Freiburg, Tübingen, Stuttgart (alle Baden-Württemberg), Schwaben (Bayern) sowie in vier Kantonen der deutschsprachigen Schweiz. Die VSAN vertritt über 70.000 aktive Narren.

## Geschichte

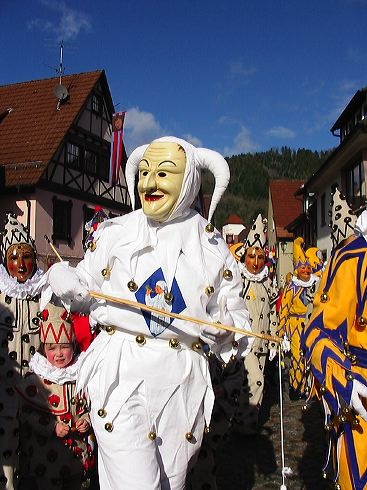
Fasnet in Wolfach

### Vorgeschichte
Von der Jahrhundertwende bis Ersten Weltkrieg gab es einen Aufschwung von Ortsfastnachten im schwäbisch-alemannischen Raum. Nachdem die Fasnet 1914 noch vor Kriegsausbruch normal stattfinden konnte, ruhten ab 1915 die fastnächtlichen Aktivitäten, was sich bis in die ersten Nachkriegsjahre zog. Ab 1920 haben in vielen Orten Kriegsheimkehrer darum gebeten, die alten Traditionen auch im Gedenken an die gefallenen Kameraden wieder pflegen zu dürfen. Durch instabile politische Verhältnisse in der Weimarer Republik erteilten die badische und die württembergische Regierung keine Genehmigungen für Fastnachtsveranstaltungen. Im Jahr 1922 gab es für nachweislich historische Narrenzünfte erste Lockerungen, die 1923 bereits wieder zurückgenommen wurden. In dieser Zeit gründeten sich daraufhin auch zahlreiche Narrenzünfte in der Region. Zu dieser Zeit kamen Bedenken auf, dass die traditionelle Fastnacht dauerhaft um ihren Bestand fürchten muss. Daraufhin versammelten sich verschiedene Trägergruppen zu Sondierungen.

### Gründung (1924)
Infolgedessen wurde die Vereinigung Schwäbisch-Alemannischer Narrenzünfte am 16. November 1924 als erster Dachverband der schwäbisch-alemannischen Fastnacht im Stiftskeller in Villingen als „Vereinigung badischer und württembergischer althistorischer Narrenzünfte“ gegründet. Gründungsmitglieder waren 13 Narrenzünfte und -vereine aus Bräunlingen, Donaueschingen, Elzach, Haslach, Hüfingen, Laufenburg, Oberndorf, Offenburg (Althistorische Narrenzunft Offenburg), Rottweil, Schramberg, Stockach, Villingen und Waldshut. Die Gründung erfolgte zunächst unter dem Arbeitstitel Gauverband badischer und württembergischer Narrenzünfte; der Name Vereinigung Schwäbisch-Alemannischer Narrenzünfte wurde erst auf der Hauptversammlung am 30. November 1930 in Oberndorf beschlossen. Erster Präsident der Vereinigung war Benjamin Grüninger aus Villingen, der bereits 1927 verstarb. Sein Nachfolger wurde Albert Fischer, der ebenfalls Mitglied der Narrozunft Villingen war.

### Erste Jahre und erste Narrentreffen (1925–1932)
Bereits 1925 konnte die Vereinigung beim Ministerium des Innern in Karlsruhe erreichen, dass die Mitgliedszünfte wieder Genehmigungen für ihre Fastnacht erhielten. Im darauffolgenden Jahr wurde am 5. Dezember eine ordentliche Mitgliederversammlung in Villingen abgehalten und eine Satzung festgelegt. Zum damaligen Zeitpunkt gab es 21 Mitgliedszünfte.
Beim Oberbadischen Narrentreffen am 20. Januar 1928 in der Stadthalle in Freiburg nahmen viele Mitgliedszünfte der Vereinigung teil. Daraufhin beschloss die Hauptversammlung am 25. November, jährlich ein Narrentreffen zu veranstalten. Dieses fand am 12. und 13. Januar 1929 in Villingen erstmals unter freiem Himmel statt. Bereits Ende des Jahres 1929 zählte die Vereinigung 32 Mitgliedszünfte. Erneut war ein Protest gegen ein Fastnachtsverbot beim Präsidium des Badischen Landtags erfolgreich.
Am 1. und 2. Februar 1930 fand das zweite Narrentreffen in Rottweil statt. Bei der Hauptversammlung am 30. November 1930 erhielt die VSAN ihren heutigen Namen Vereinigung schwäbisch-alemannischer Narrenzünfte.
Nachdem 1931 kein Narrentreffen stattgefunden hatte, beschloss die Hauptversammlung am 15. November 1931, dass Narrentreffen nur noch alle zwei Jahre stattfinden sollen.

### VSAN während des Nationalsozialismus (1933–1945)
Am 4. und 5. Februar 1933 fand das Narrentreffen in Stockach statt. Die Machtergreifung der Nationalsozialisten in Deutschland 1933 hatte auch Folgen für die Vereinigung. Ab 1934 nannte sich der Präsident Führer; die Vereinigung trat der Reichskulturkammer der NSDAP bei.
Dennoch wuchs die VSAN und zählte beim Narrentreffen am 2. und 3. Februar 1935 in Offenburg bereits 35 Mitgliedszünfte. Bereits am 1. und 2. Februar 1936 fand ein weiteres Narrentreffen in Oberndorf statt. Präsident Albert Fischer protestierte gegen die Übernahme von Fastnachtsveranstaltungen durch die NS-Organisation Kraft durch Freude (KdF).
1937 fand ein von den Nationalsozialisten organisierter Karnevalskongress in München statt, an dem auch Albert Fischer als Vorsitzender der Vereinigung teilnahm. Die Vereinigung wurde im Nachhinein in den neu gegründeten Bund Deutscher Karneval aufgenommen. Im selben Jahr wurde innerhalb der Vereinigung eine Erhebung durchgeführt, für welche Mitgliedszünfte in ihrem Ort eine historisch gewachsene Fastnacht bestand. Etliche Zünfte wurden dabei in die Kategorie der nicht historischen Zünfte eingeordnet. Die darunter fallenden Zünfte aus Freiburg und aus Breisach traten deshalb aus der Vereinigung aus und gründeten den Verband Oberrheinischer Narrenzünfte (VON).
Bei der Hauptversammlung 1937 einigten sich die Mitgliedszünfte auf die Grußformel „Narri Narro“, um den eigentlich vorgeschriebenen Hitlergruß umgehen zu können.
Am 6. Februar 1938 fand ein Narrentreffen in Überlingen statt. Zudem stand die VSAN zunehmend unter Druck, da alle 47 Mitgliedszünfte als Einzelmitglieder in den Bund Deutscher Karneval eintreten sollten. Mit dem Ausbruch des Zweiten Weltkriegs 1939 wurde die Tätigkeit der Vereinigung und ihrer Mitgliedszünfte weitgehend eingestellt.

### Nachkriegszeit und Neugründung (1945–1949)
Nach dem Zweiten Weltkrieg wurden ab 1946 mit Genehmigung der Militärverwaltungen in der französischen Besatzungszone einzelne Narrenzünfte wieder gegründet.
Im Juni 1947 wurden 44 Zünfte von Albert Fischer dazu aufgefordert, sich mit den französischen Dienststellen zu verständigen und sich neu zu formieren. Am 10. Juli 1947 wurde ein Rundschreiben an die Zünfte und am 20. August ein Antrag an die französische Militärregierung zur Wiedergründung der VSAN verschickt. Letzterer wurde am 9. September 1947 genehmigt. Am 13. Oktober 1947 wurde die Wiedergründung der Vereinigung schwäbisch-alemannischer Narrenzünfte auf einer Versammlung in Villingen beschlossen. Albert Fischer wurde wiederum zum ersten Vorstand gewählt. Am 24. April 1948 erhielt die Vereinigung alemannischer Narrenzünfte die endgültige Zulassung durch die französische Militärregierung. Das Wort „schwäbisch“ wurde aus dem Vereinsnamen ausgeschlossen, da die Zulassung sich nur auf das Land Baden beschränkte.
Am 16. Januar 1949 wurde das 25-jährige Bestehen der Vereinigung in Villingen gefeiert.

### Narrentreffen und Austritte (1950–1959)
Am 21. und 22. Januar 1950 fand das erste Große Narrentreffen nach dem Zweiten Weltkrieg in Radolfzell statt. Im darauffolgenden Jahr lud Stockach zu einem weiteren Freundschaftstreffen ein.
1952 wurde der Villinger Kreisrat Weibert Zehnder neuer Präsident. Am 2. und 3. Februar 1952 fand das Große Narrentreffen in Rottenburg statt.
Die Narrenzünfte aus Elzach, Rottweil und Überlingen kritisierten die „Vermassung des traditionsgebundenen Narrenbrauchtums“ sowie die Aufnahme nicht-historischer Zünfte. Dies führte 1953 zum Austritt der drei Zünfte aus der Vereinigung. 1955 folgte die Narrozunft Villingen, 1958 die Narrenzunft Oberndorf.
Zum Großen Narrentreffen am 28. und 29. Januar 1956 in Riedlingen wurde der Rhythmus von Großen Narrentreffen auf vier Jahre geändert.

### Landschaften und Herbstarbeitstagung (1960–1969)
Am 6. und 7. Februar 1960 fand das Große Narrentreffen in Singen statt. Im Oktober 1960 wurde eine neue Satzung der Vereinigung vorgestellt, welche in der Hauptversammlung 1961 in Kraft trat. Dort wurde nach dem Tod von Weibert Zehnder Hans Ströhle aus Markdorf als neuer Präsident gewählt.
Am 18. und 19. Januar 1964 war Offenburg Gastgeber des Großen Narrentreffens. Wilhelm Kutter unterteilte die Vereinigung in acht Regionen und teilte den Regionen die jeweiligen Mitgliedszünfte zu. Alle Landschaften sind bis heute größtenteils unverändert.
Am 8. und 9. Oktober 1966 wurde erstmals eine Herbstarbeitstagung abgehalten. Gastgeber war Bonndorf. Ursprünglich als einmalige Veranstaltung geplant, wird diese bis heute jährlich im Oktober durchgeführt.
Das nächste Große Narrentreffen fand 1968 in Bad Cannstatt statt.
Das sehr restriktive Aufnahmeverfahren der Vereinigung Schwäbisch-Alemannischer Narrenzünfte führte auch zur Gründung zahlreicher weiterer Narrenvereinigungen innerhalb der schwäbisch-alemannischen Fastnacht mit weniger strengen Regelungen zum Brauchtum und zur Aufnahme neuer Zünfte. Beispiele sind die Narrenvereinigung Hegau-Bodensee (NVHB, gegründet 1959), Vereinigung Hochrheinischer Narrenzünfte (VHN, gegründet 1964) und der Alemannische Narrenring (ANR, gegründet 1969).

### Narrenschopf und närrischer Staatsempfang (1970–1979)
Bei der Hauptversammlung 1970 bot der Bad Dürrheimer Bürgermeister und Kurdirektor Otto Weißenberger der VSAN einen hölzernen Solebehälter als Ausstellungsfläche für die schwäbisch-alemannische Fastnacht an. Das Angebot wurde angenommen und die Planung des heutigen Narrenschopfs vorangetrieben. Erstmals wurde ein närrischer Staatsempfang durch Ministerpräsident Hans Filbinger in der Villa Reitzenstein in Stuttgart veranstaltet.
Beim närrischen Staatsempfang 1971 wurde beschlossen, diesen dauerhaft durchzuführen. Dabei nimmt jedes Jahr eine andere Landschaft teil. Am 26. November 1971 fand das Richtfest des Narrenschopfs statt.
Am 15. und 16. Januar 1972 fand das Große Narrentreffen in Konstanz statt.
Am 4. Mai 1973 wurde der Narrenschopf feierlich eröffnet. In diesem Jahr trafen sich außerdem erstmals die Präsidenten verschiedener Narrenverbände zu einem Gedankenaustausch.
Am 21. September 1974 wurde das 50-jährige Bestehen der VSAN in Stockach gefeiert.
Am 31. Januar und 1. Februar 1976 fand das Große Narrentreffen in Donaueschingen statt. Daran nahmen über 8000 Masken- und Hästräger sowie 2000 Musikanten teil, 40.000 Zuschauer verfolgten den Umzug vor Ort.
Bei der Hauptversammlung 1977 wurde Karl Dilger aus Donaueschingen zum neuen Präsidenten gewählt.
Seit 1978 erscheint mit dem Narrenboten der Vereinigung schwäbisch-alemannischer Narrenzünfte eine eigene Verbandszeitschrift. In diesem Jahr wurde ebenso beschlossen, ein Archiv in Bad Dürrheim aufzubauen und darüber diskutiert, ob und wie der Narrenschopf erweitert werden kann. Außerdem wurde die VSAN ins Vereinsregister Villingen eingetragen und tritt seither als e. V. in Erscheinung.
Mit der Erweiterung des Narrenschopfs um eine zweite Kuppel samt Verbindungshalle mit Archivräumen und Toiletten war die Trennung der VSAN und dem Narrenschopf notwendig. Die Planung für den Förderverein Narrenschopf Bad Dürrheim wurden vorbereitet.

### Verein Narrenschopf und Reduzierung von Narrentreffen (1980–1989)
Bei der Hauptversammlung 1980 wurde die Satzung des Fördervereins Narrenschopf verabschiedet, welche schließlich am 19. April 1980 in Bad Dürrheim als Verein Narrenschopf Bad Dürrheim gegründet wurde. Zum Großen Narrentreffen am 26. und 27. Januar 1980 trafen sich die Mitgliedszünfte in Weingarten.
Am 5. Juni 1981 erfolgte der erste Spatenstich für die Erweiterung des Narrenschopfs. Durch Sachspenden und Arbeitseinsätze zahlreicher Mitgliedszünfte konnte ein schneller Baufortschritt erreicht werden.
Aufgrund fehlender Bewerber für das Große Narrentreffen 1984 wurde auf der Hauptversammlung 1982 beschlossen, dass nur noch 150 Teilnehmer pro Zunft am Großen Narrentreffen teilnehmen dürfen. Die Herbstarbeitstagung 1984 wurde zu einer außerordentlichen Hauptversammlung, da sich mit Lindau ein Bewerber für das Große Narrentreffen 1984 gefunden hatte.
1983 wurde der Narrenschopf eingerichtet und schließlich am 17. September 1983 feierlich eingeweiht werden.
Mit dem Großen Narrentreffen 1984 in Lindau fand erstmals ein Großes Narrentreffen außerhalb Baden-Württembergs statt. Im Rahmen der Herbstarbeitstagung 1984 wurde das 60-jährige Bestehen der VSAN gefeiert.
Auf der Hauptversammlung 1987 wurde beschlossen, dass es pro Landschaft nur noch ein Narrentreffen pro Jahr geben soll.
Die Hauptversammlung 1988 beschloss ein Verbot von weiteren Aufnahmen oder Belebung von Hexengruppen. Offenburg veranstaltete am 23. und 27. Januar 1988 das Große Narrentreffen.
Bei der Hauptversammlung 1989 wurde Horst Bäckert aus Lindau zum neuen Präsidenten gewählt. Zudem wurde der Volkskundler Werner Mezger in den Kulturellen Beirat aufgenommen.

### Golfkrieg und Narrenschopf-Erweiterung (1990–1999)
1990 kamen erneut Überlegungen auf, den Narrenschopf baulich zu verändern.
Die Zeit vor der Fastnacht 1991 war geprägt vom Zweiten Golfkrieg. Durch politischen und öffentlichen Druck wurden die Veranstaltungen im Rahmen der Fastnacht durch die Mitgliedszünfte der VSAN abgesagt. In vielen Orten fanden dennoch spontane Umzüge und andere Veranstaltungen statt. Auf der darauffolgenden Herbstarbeitstagung wurde die Entscheidung, die zu den Absagen führten, nochmals scharf kritisiert.
Die Hauptversammlung 1992 beschloss die Erweiterung des Narrenschopfs unter finanzieller Beteiligung der Mitgliedszünfte, der erste Spatenstich folgte schließlich am 26. Juni 1992, das interne Richtfest am 11. November 1992. Am 1. und 2. Februar 1992 war Bad Cannstatt Gastgeber des Großen Narrentreffens. Dieses wurde erstmals vom Süddeutschen Rundfunk (SDR) live im Fernsehen übertragen.
Am 27. März 1993 fand parallel zur Mitgliederversammlung des Vereins Narrenschopf das Richtfest statt.
Am 19. März 1994 wurde der Erweiterungsbau des Narrenschopfs feierlich eröffnet. Im Zuge der Erweiterung wurden eine unterkellerte dritte Kuppel und eine neue Eingangshalle errichtet. Anlässlich des 70-jährigen Bestehens der VSAN wurde am 26. November 1994 eine Sonderausstellung im Narrenschopf eröffnet.
Nach dem Tod von Präsident Horst Bäckert wird Roland Wehrle auf der Hauptversammlung 1996 zum neuen Präsidenten gewählt. Das Große Narrentreffen findet in Waldkirch statt.
1998 findet erstmals die internationale Narrenbörse im Narrenschopf statt. Zudem wird seit diesem Jahr im zweijährigen Rhythmus der Forschungspreis der Vereinigung schwäbisch-alemannischer Narrenzünfte vergeben.
Anlässlich des 75. Jubiläums der VSAN findet in Stockach eine Jubiläumsfeier statt. In Verbindung erscheint ein Buch über die schwäbisch-alemannische Fastnacht und eine CD mit schwäbisch-alemannischen Narrenmärschen.

### Narrenschelle und Aufkauf des Narrenschopfs (2000–2009)
Das erste Große Narrentreffen im neuen Jahrtausend findet 2000 in Wangen im Allgäu statt. Des Weiteren wird der bisherige Narrenbote in Journal Schwäbisch-Alemannischer Fastnacht umbenannt.
2002 steht mit dem Irakkrieg ein weiterer Golfkrieg bevor, jedoch erteilt die VSAN einer neuerlichen Absage keine Zustimmung. Im selben Jahr wurde die Kulturstiftung schwäbisch-alemannische Fastnacht gegründet.
Am 24. und 25. Januar 2004 findet das Große Narrentreffen in Singen statt. Zudem fanden anlässlich des 80-jährigen Jubiläums der VSAN zwei Sonderausstellungen im Narrenschopf statt und dieser wurde im Vorfeld umfangreich renoviert. Das Zentralarchiv der VSAN konnte durch eine Kooperation mit dem Südwestrundfunk (SWR) zahlreiche Filme über die schwäbisch-alemannische Fastnacht sichten und archivieren.
Seit dem Jahr 2006 wird alljährlich die Narrenschelle an jeweils eine Persönlichkeit verliehen, die „sich einer großen Narretei im Alltag schuldig gemacht“ hat. Erster Preisträger war Heinrich Haasis. Weitere Preisträger der Narrenschelle waren seither unter anderem Günther Oettinger (2008), Tony Marshall (2011), Wolfgang Thierse (2013), Wolfgang Bosbach (2017), Christian Streich (2019) und Thomas Gottschalk (2024).
Bei der Herbstarbeitstagung 2007 werden erstmals Richtlinien zur Durchführung von Narrentreffen verabschiedet.
Am 6. Januar 2008 überträgt der SWR eine Livesendung aus dem Narrenschopf. Zahlreiche Gäste wie Margit Sponheimer, Sonja Schrecklein und Werner Mezger sprechen über die Themen Fastnacht und Karneval. Bei der Hauptversammlung 2008 wird das Leitbild der VSAN verabschiedet. Dieses wird im Mai 2009 der Arbeitsgemeinschaft Südwestdeutscher Narrenverbände vorgestellt und anerkannt. Das Große Narrentreffen findet in Bad Waldsee statt.
Zur Hauptversammlung 2009 wurden alle Gebäude des Narrenschopfs von der Stadt und der Kur- und Bädergesellschaft Bad Dürrheim erfolgreich aufgekauft. Der Narrenschopf wurde zudem in das Landessanierungsprogramm Baden-Württemberg aufgenommen. Noch im Sommer 2009 konnte die Neudeckung der Dächer und der Neubau eines Windfangs abgeschlossen werden. Die Neukonzeption des Narrenschopfs wird auf der Herbstarbeitstagung 2009 vorgestellt. Durch gesammelte Gelder und durch die Unterstützung durch die Landesstiftung Baden-Württemberg erhöhte sich die Investitionssumme im Dezember 2009 auf insgesamt 230.000 Euro.

### Immaterielles Kulturerbe und Zunftausschluss (2010–2019)
Am 16. November 2011 wurde die Sanierung der ersten Kuppel abgeschlossen und diese schließlich im Januar 2012 eingeweiht.
Das Große Narrentreffen fand am 21. und 22. Januar 2012 in Konstanz statt. Im Juli 2012 wurde mit der Narrenzunft Schnabelgiere Meersburg erstmals eine Narrenzunft aus der Vereinigung ausgeschlossen. Entsprechend einem Beschluss von 1988 lässt die Vereinigung keine neuen Hexengruppen mehr für die Narrenzünfte zu. Die Meersburger Narrenzunft hatte bereits 1995 einen Antrag auf Zulassung einer „Burghexen-Gruppe“ gestellt. Seither konnte zwischen der Narrenzunft und der Vereinigung keine Einigung über die Burghexen erzielt werden.
2014 wurde die schwäbisch-alemannische Fastnacht auf Betreiben der VSAN in das bundesweite Verzeichnis des immateriellen Kulturerbes der Deutschen UNESCO-Kommission aufgenommen. Im Zuge dessen wurde das Leitbild aktualisiert, an dem sich die Mitgliedszünfte orientieren sollten, um den Titel tragen zu dürfen. Die VSAN verwaltet und organisiert die Verleihung des Titelführens an Zünfte, die nicht Mitglied in der VSAN sind. Seit der Verleihung bemüht sich die VSAN gemeinsam mit dem Kölner Karneval um die gemeinsame Aufnahme als immaterielles Kulturerbe der Menschheit.
Am 23. und 24. Januar 2016 fand das Große Narrentreffen in Lindau statt.
Am 29. Januar 2019 erhielt der Narrenschopf als Dauerleihgabe die Ornate des Kölner Dreigestirns.

### Corona-Pandemie und neue Herausforderungen (seit 2020)
Nach einer normalen Fastnacht 2020 brachte die COVID-19-Pandemie ab Mitte März 2020 beinahe alle Aktivitäten der Vereinigung und deren Mitgliedszünfte zum Erliegen. Aufgrund der sich verschärfenden Lage wurden bereits im Herbst 2020 nahezu alle fastnächtlichen Veranstaltungen für das Jahr 2021 abgesagt. Durch behördliche Verbote und Einschränkungen fand nur in den wenigsten Orten Fastnacht statt. In einigen wenigen Orten widersetzten sich die Narren den Auflagen und feierten eine stark reduzierte Fastnacht.
Auch die Fastnacht 2022 stand unter den Auflagen der Pandemie und nahezu alle Narrenzünfte sagten ihre offiziellen Veranstaltungen ab. Allerdings waren die Einschränkungen weniger restriktiv als noch im Vorjahr und es fand in vielen Orten eine unorganisierte, aber mehr oder weniger normale Fastnacht statt. Im Laufe des Jahres 2022 wurden Beschränkungen nach und nach und schließlich komplett aufgehoben und die Fastnacht 2023 konnte wie zuletzt 2020 stattfinden. Am Fastnachtsmontag (Rosenmontag) 2023 nahm unter teils heftiger Kritik seitens einiger Mitgliedszünfte eine Abordnung von Narren am Rosenmontagsumzug in Köln teil. Hintergrund waren die gemeinsamen Bestrebungen zum immateriellen Weltkulturerbe und das 200-jährige Jubiläum des Festkomitee Kölner Karneval.
2024 feierte die VSAN ihr 100-jähriges Bestehen. Bereits am 16. November 2023 wurde eine Jubiläumstafel am Narrenschopf enthüllt. Am 5. Januar fand ein Festgottesdienst mit dem Erzbischof von Freiburg Stephan Burger im Villinger Münster statt. Am 7. Januar 2024 wurde eine Gedenktafel am Stiftskeller in Villingen, dem Gründungsort der VSAN, angebracht. Die Hauptversammlung fand am 12. Januar 2024 unüblich an einem Freitag in Bad Saulgau statt. Am darauffolgenden Tag wurde das Jubiläum ebenfalls in Bad Saulgau mit einem närrischen Markt, einem Gottesdienst, zahlreichen Brauchtumsvorführungen, einer Serenade, einem Feuerwerk und einem Festakt gefeiert. Das Große Narrentreffen fand am 20. und 21. Januar 2024 in Weingarten statt. Von 18. Januar bis 10. November 2024 fand zudem eine Wanderausstellung unter dem Titel „Narrenzeit – Kulturerbe Fastnacht“ im Wandel nacheinander in Weingarten, Singen, Rottenburg und Offenburg statt. Das Jubiläumsjahr endete mit der Stifterversammlung am 16. November 2024.
Bei der Hauptversammlung am 11. Januar 2025 stellte sich Präsident Roland Wehrle nach 29 Jahren an der Spitze des Verbands nicht mehr zur Wahl. Sein Nachfolger wurde der ehemalige Zunftmeister der Narrenzunft Bad Waldsee Roland Haag. Die VSAN setzte im Vorfeld eine Findungskommission ein, um entsprechende Nachfolgekandidaten zu ermitteln.

## Struktur und Zielsetzung
Der Vereinigung Schwäbisch-Alemannischer Narrenzünfte gehören mittlerweile 68 Narrenzünfte aus Baden-Württemberg, Bayern (Lindau) und der Schweiz an; Sitz ist seit der Eintragung ins Vereinsregister 1978 Bad Dürrheim. Ziele des Verbandes sind die Pflege und Förderung des im schwäbisch-alemannischen Sprachraum vorhandenen Fastnachtsbrauchtums, die Beratung der Mitgliedszünfte und die Vertretung derer Interessen gegenüber Dritten (Lobbyarbeit) sowie die Förderung der Fastnachtsforschung.
In Bad Dürrheim betreibt die Vereinigung seit dem 5. Mai 1973 den Narrenschopf als Museum und Veranstaltungsort.
Organ des Verbandes ist die einmal jährlich erscheinende Zeitschrift Journal schwäbisch-alemannischer Fastnacht.

### Präsidium
Präsident ist seit 2025 Roland Haag von der Narrenzunft Bad Waldsee. Vizepräsidenten sind ebenfalls seit 2025 Sarah König aus Bad Cannstatt und Martin Wittner aus Schwenningen.
Dem Präsidium gehören der Vorstand sowie die Landschaftsvertreter der Landschaften und der Kulturelle Beirat an. Das Präsidium und die Landschaftsvertreter werden von der einmal jährlich tagenden Hauptversammlung gewählt. Die Hauptversammlung findet immer am Wochenende nach Dreikönig statt. Im Herbst findet mit der Herbstarbeitstagung eine weitere Vollversammlung statt, bei welcher jedoch keine Wahlen usw. stattfinden, sondern lediglich inhaltliche Themen behandelt werden.

### Immaterielles Kulturerbe
Im Dezember 2014 wurde von der deutschen UNESCO-Kommission auf Antrag der VSAN die schwäbisch-alemannische Fastnacht als nationales immaterielles Kulturerbe eingetragen. Seither bemüht sich die VSAN gemeinsam mit Funktionären des Kölner Karneval darum, dass Fastnacht und Karneval als immaterielles Kulturerbe der Menschheit anerkannt werden.

## Mitgliedszünfte
Seit 1964 sind die Mitgliedszünfte acht Landschaften zugeordnet:
- Baar
- Bodensee-Linzgau-Schweiz
- Donau
- Hegau
- Hochrhein
- Neckar-Alb
- Oberschwaben-Allgäu
- Schwarzwald

Meist einmal jährlich finden Landschaftstreffen der jeweiligen Landschaft statt. Hier treffen sich alle Mitgliedszünfte einer Landschaft, in der Regel werden aber auch weitere Zünfte eingeladen. Zudem findet alle vier Jahre ein Großes Narrentreffen mit allen Mitglieds- und Partnerzünften statt (→ siehe Großes Narrentreffen).
| Ort                                         | Zunft                                                         | Landschaft               | Narrenruf                                                                                             | Figuren | Bildergalerie |
| ------------------------------------------- | ------------------------------------------------------------- | ------------------------ | --- | --- | ------------- |
| Aulendorf                                   | Narrenzunft Aulendorf e. V.                                   | Oberschwaben-Allgäu      | Ha, ha, ha – jo was saischt au                                                                        | - Eckhexe - Fetzle - Schnörkele - Tschore & Rätsch | Commons       |
| Bad Cannstatt                               | Kübelesmarkt Bad Cannstatt e. V.                              | Neckar-Alb               | Narri – Narro – Ahoi                                                                                  | - Brunnengeist (Einzelfigur) - Felbenkopf - Geizig - Mond - Mondlöscher - Narrenmutter | Commons       |
| Bad Dürrheim                                | Narrenzunft Bad Dürrheim e. V.                                | Baar                     | Narri – Narro                                                                                         | - Alt-Narr - Johli - Narro - Salzgeist - Salzhansel - Sieder - Zunftwiber | Commons       |
| Bad Säckingen                               | Narrenzunft Bad Säckingen e. V.                               | Hochrhein                | Narri – Narro                                                                                         | - Hüüler - Maisenhardt-Joggele - Narrenpolizist - Ranzengarde - Römer (Einzelmaske) - Siechenmännle - Ur-Maisenhardt-Joggele - Wälder | Commons       |
| Bad Saulgau                                 | Dorauszunft Saulgau e. V. 1355                                | Oberschwaben-Allgäu      | Doraus, detnaus – bei dr alte Linde naus                                                              | - Adam und Nachtwächter (Einzelfiguren) - Blumennärrle - Büttel - Dorausschreier - Pelzteufel - Riedhutzel - Spitzmäule - Zennenmacher | Commons       |
| Bad Waldsee                                 | Narrenzunft Waldsee e. V.                                     | Oberschwaben-Allgäu      | AHA                                                                                                   | - Faselhannes - Federle - Narro - Schrättele - Schorrenweible - Werners Esel (Einzelfigur) | Commons       |
| Baienfurt                                   | Narrenzunft Henkerhaus e. V. Baienfurt 1936                   | Oberschwaben-Allgäu      | Henkerhaus – Lass d' Narre raus                                                                       | - Blumennarr - Kardelhannes - Vogelnarr | Commons       |
| Berschis                                    | Fasnachtsgesellschaft Berschis                                | Bodensee-Linzgau-Schweiz | Use mit de Butzi                                                                                      | - Bauernfiguren in Holzmasken |               |
| Bonndorf im Schwarzwald                     | Pflumeschlucker Bonndorf                                      | Baar                     | Narri – Narro                                                                                         | - Pflumeschlucker - Fotzli-Hansele (Einzelfigur) - Sonne (Einzelfigur) | Commons       |
| Bräunlingen                                 | Narrenzunft Eintracht Bräunlingen                             | Baar                     | Narri – Narro                                                                                         | - Bluemennarr - Stadtwehr - Stadtbock - Stadthansel - Trummler - Urhexe | Commons       |
| Donaueschingen                              | Narrenzunft Frohsinn 1853 Donaueschingen e. V.                | Baar                     | Narro – Narro                                                                                         | - Hansel und Gretle - Kuhseckel | Commons       |
| Ehingen                                     | Narrenzunft Spritzenmuck Ehingen e. V.                        | Donau                    | Kügele – hoi                                                                                          | - Dämonen - Krettenweiber - Kügele - Muckenspritzer - Pfanna-Mate und Mate-Kapelle - Wildes Weib (Hexe) | Commons       |
| Endingen am Kaiserstuhl                     | Endinger Narrenzunft 1782 e. V.                               | Schwarzwald              | Respekt vor uns – Jokili                                                                              | - Altjokili - Dialfraili (Einzelfigur) - Galli (Einzelfigur) - Jokili - Rebwib - Stadttier (Einzelfigur) - Storch (Einzelfigur) | Commons       |
| Engen                                       | Narrenzunft Engen e. V.                                       | Hegau                    | Narri – Narro                                                                                         | - Katzenmusik - Hansele - Munding (Einzelfigur) und Blaufärber - Narrenbüttel (Einzelfigur) - Narreneltern - Spöckmännle - Spöckwieble - Waldmann mit Wildsau (beides Einzelfiguren) - Narrenrat | Commons       |
| Fridingen                                   | Narrenzunft Fridingen                                         | Donau                    | Ju – Hu – Hu                                                                                          | - Alte Weiber - Bettelmann und Lisebeth (Einzelfiguren) - Fridinger Narr - Pflugheber - Sämann - Schneller | Commons       |
| Furtwangen                                  | Narrenzunft Furtwangen e. V.                                  | Schwarzwald              | Narri – Narro                                                                                         | - Bodenwälder - Alte Jungfere - Fuhrkigili - Hanseli - Narrenbaumsetzer - Spättle - Stadthexen | Commons       |
| Geisingen                                   | Narrenzunft Grünwinkel 1858 Geisingen e. V.                   | Baar                     | Narri – Narro                                                                                         | - Gretele - Hansele - Hexen - Narrenbüttel - Schäfer - Theobald und Fridolin | Commons       |
| Gengenbach                                  | Narrenzunft Gengenbach e. V. 1499                             | Schwarzwald              | Hoorig, hoorig, hoorig isch de Bär                                                                    | - Alt-Gengenbacherin - Bott (Einzelfigur) - Hexe - Hemdeglunker - Klepperlesbub - Klepperlesmaidli - Lumpenhund - Schalk (Einzelfigur) - Spättlehansel | Commons       |
| Haigerloch                                  | Narrenzunft Haigerloch e. V.                                  | Neckar-Alb               | Narri – Narro Rutsch – Naa                                                                            | - Bräutelbuben - Bischöfle - Clown (Einzelfigur) - Domino - Fledermaus - Polizist (Einzelfigur) - Ratschreiber (Einzelfigur) - Remple (Einzelfigur) - Rottweiler - Stadtbutz (Einzelfigur) - Uhrafiedle (Einzelfigur) | Commons       |
| Haslach                                     | Narrenzunft Haslach i. K. e. V.                               | Schwarzwald              | Narri – Narro                                                                                         | - Elefant - Gullerreiter - Haselnarro - Klepperlesgarde - Närrische Miliz - Ranzengarde - Schellenhansel - Storch | Commons       |
| Hausach                                     | Freie Narrenzunft Hausach e. V.                               | Schwarzwald              | Narri – Narro                                                                                         | - Burgfrauen - Erzhansel - Hansele - Narrenpolizei - Narrenrat - Spättlemadlee - Urmadlee | Commons       |
| Hechingen                                   | Althistorische Narrenzunft Narhalla Hechingen e. V.           | Neckar-Alb               | Narri – Narro                                                                                         | - Alte - Butzen - Hacho (Einzelfigur) - Pestmännle - Roter Butz (Einzelfigur) - Schalksnarr | Commons       |
| Hirrlingen                                  | Butzenzunft Hirrlingen e. V.                                  | Neckar-Alb               | Butz, Butz Dollia – hot an alta Doffel a' Narri – Narro                                               | - Butz - Butzenzuttel - Schlosshexe | Commons       |
| Hornberg                                    | Narrenzunft Hornberg e. V.                                    | Schwarzwald              | Narri – Narro                                                                                         | - Brunnenhansele - Hofschlurfe (Einzelfigur) - Hornberger Horn (Teufel) | Commons       |
| Hüfingen                                    | Narrenzunft Hüfingen e. V.                                    | Baar                     | Narri – Narro                                                                                         | - Baptischtli (Einzelfigur) - Bärcheappeli - Berghexen - Gretle - Hansel - Scheeremanne - Siireschalm | Commons       |
| Immendingen                                 | Narrenzunft Strumpfkugler Immendingen e. V.                   | Baar                     | Narri – Narro                                                                                         | - Bumbismaale (Einzelfigur) - Donaugeist - Gretele - Hansel - Mettebergwiible (Einzelfigur) - Nachtwächter (Einzelfigur) - Narrenbolizei (Einzelfigur) - Strumpkugler (Ehrennarren) | Commons       |
| Kiebingen                                   | Butzenzunft Kiebingen e. V.                                   | Neckar-Alb               | Narri – Narro                                                                                         | - Butz - Teufel | Commons       |
| Kißlegg                                     | Narrenzunft Kißlegger Hudelmale e. V. Kißlegg                 | Oberschwaben-Allgäu      | Schnarragagges – Heidenei                                                                             | - Grundhold - Hudelmale - Reitenderle - Schnarragagges (Einzelfigur) | Commons       |
| Konstanz                                    | Konstanzer Blätzebuebe-Zunft e. V.                            | Bodensee-Linzgau-Schweiz | Ho – Narro                                                                                            | - Blätzlebue - Hansele - Polizeiblätz (Einzelfigur) | Commons       |
| Laufenburg (Baden) und Laufenburg (Schweiz) | Narro-Altfischerzunft 1386 Laufenburg                         | Hochrhein                | Narri – Narro                                                                                         | - Narro - Narrönin | Commons       |
| Lindau                                      | Narrenzunft Lindau/Bodensee e. V.                             | Oberschwaben-Allgäu      | Hoppla – ho                                                                                           | - Binsengeister - Büttel (Einzelfigur) - Kornköffler - Laufnarren - Narreneltern (Einzelfiguren) - Moschtköpf - Pflasterbuzen - Schanzengarde | Commons       |
| Löffingen                                   | Verein der Laternenbrüder Löffingen e. V.                     | Baar                     | Narri – Narro                                                                                         | - Hansel - Hexe - Reichburgmali | Commons       |
| Markdorf                                    | Historische Narrenzunft Markdorf e. V.                        | Bodensee-Linzgau-Schweiz | Narri – Narro                                                                                         | - Alt-Markdorferin - Hänseler - Kaujohle - Narrenbolizei - Narrenbüttel - Narreneltern - Vermessungstrupp | Commons       |
| Meßkirch                                    | Katzenzunft Meßkirch                                          | Hegau                    | Hoorig, hoorig, hoorig – isch die Katz                                                                | - Fledermaus - Hirling-Hansele - Katze - Nasenschleifer - Petter Letzkopf (Einzelfigur) | Commons       |
| Möhringen                                   | Narrenzunft Möhringen e. V.                                   | Baar                     | Narri – Narro                                                                                         | - Blätzle - Hansele - Kiltelmadlei (Einzelfigur) - Konzeburggoascht (Einzelfigur) - Möhrin (Einzelfigur) mit Narrensamen - Schemenrichter (drei) | Commons       |
| Mühlheim                                    | Narrenzunft e. V. Mühlheim/Donau e. V.                        | Donau                    | Narri – Narro                                                                                         | - Holzmächer - Kea-Weib - Kindernarr - Müllerin - Schellennarr | Commons       |
| Munderkingen                                | Trommgesellenzunft Munderkingen e. V.                         | Donau                    | Narro – Hee                                                                                           | - Brunnenspringer - Hofnarr (Einzelfigur) - Rathaushexe - Sieben Schwaben - Trommgesellen - Wappenlöwe (Einzelfigur) - Wusele | Commons       |
| Obernheim                                   | Hexenzunft Obernheim e. V.                                    | Neckar-Alb               | O-HO, O-HO, O-HO                                                                                      | - Hexe - Teufel - Burgfräulein - Ritterpaar - Landsknechte - Hofdamen - Richter | Commons       |
| Offenburg                                   | Althistorische Narrenzunft Offenburg e. V.                    | Schwarzwald              | Schelle, Schelle, Sechser, Alli alde Hexe, Narro – s'bist mi ä Floh, weiss nimmi wo, am Popo          | - Bott (Einzelfigur) - Domino - Fahnenschwinger (Einzelfigur) - Nachtwächter (Einzelfigur) - Veef und Andres (Narreneltern) - Ranzengardist - Spättlehansel | Commons       |
| Offenburg                                   | Offenburger Hexenzunft e. V.                                  | Schwarzwald              | Schelle, Schelle, Sechser, Alli alde Hexe, Narro – s'bist mi ä Floh, weiss nimmi wo, am Popo          | - Büttel - Hexe - Hexenmeister (Einzelfigur) - Spättlehansel - Büttel (Hexenanwärter, maximal sechs) - Alt-Offenburgerin | Commons       |
| Pfullendorf                                 | Narrenzunft Stegstrecker Pfullendorf e. V.                    | Bodensee-Linzgau-Schweiz | Narri – Narro                                                                                         | - Hänsele - Hexen - Narrenbolizei - Narreneltern - Narrenrat - Nidler - Schaalweiber - Schneller | Commons       |
| Radolfzell                                  | Narrenzunft Narrizella Ratoldi 1841 e. V. Radolfzell          | Bodensee-Linzgau-Schweiz | Narri – Narro                                                                                         | - Hansele - Holzhauer - Kappedeschle - Klepperle-Narro - Narrebolizischt - Sämaa - Schlegelebeck mit Asmodeus, Beelzebub, Galan, Geiz, Höllebock, Lumpeseggel und Narrefresser (alles Einzelfiguren) - Schnitzwiib - Schulerbue | Commons       |
| Riedlingen                                  | Narrenzunft Gole 1865 e. V. Riedlingen                        | Donau                    | Gole                                                                                                  | - Besenweib - Boppele - Doppelgesicht - Gelbsucht - Alter Gole - Neuer Gole - Golebegleiter - Kupfernäs - Storch und Frösche | Commons       |
| Rottenburg                                  | Narrenzunft Rottenburg – Zunft zur Pflege alten Brauchtums    | Neckar-Alb               | Narri – Narro                                                                                         | - Ahlande - Bogges - Gräfin Mechthild mit Hofstaat - Pompele - Laufnarr - Stadthexe | Commons       |
| Sachsenheim                                 | Urzelnzunft Sachsenheim                                       | Neckar-Alb               | Hirräi                                                                                                | - Bär und Treiber - Mummerl - Reifenschwinger - Schneider-Rössel - Urzel | Commons       |
| Schömberg                                   | Narrenzunft Schömberg e. V.                                   | Neckar-Alb               | Juhu Narri – Narro                                                                                    | - Blätzle (Einzelfigur) - Fransennarr - Fuchswadel - Halbschwarzer (Einzelfigur) - Harzer (Einzelfigur) - Husar - Warz' (Einzelfigur) | Commons       |
| Schramberg                                  | Narrenzunft Schramberg e. V.                                  | Schwarzwald              | Narri – Narro                                                                                         | - Brüele - Da-Bach-Na-Fahrer - Endiviebutz (Einzelfigur) - Hansel - Kehraus (Einzelfigur) - Narro | Commons       |
| Schwenningen                                | Narrenzunft Schwenningen e. V.                                | Baar                     | Narri – Narro                                                                                         | - Hansel - Hölzlekönig (Einzelfigur) - Mooshexe - Moosmulle - Schantle - Tännlelupfer | Commons       |
| Siebnen                                     | Röllizunft Siebnen                                            | Bodensee-Linzgau-Schweiz | Rölli Rölli Suppechnölli                                                                              | - Domino - Einscheller - Fossli - Rölli | Commons       |
| Sigmaringen                                 | Narrenzunft Vetter Guser Sigmaringen e. V.                    | Donau                    | Nauf auf d' Stang                                                                                     | - Braune Fledermaus - Bräutlingsgesellen - Rote Fledermaus - Schlossnarro - Traditionsfledermaus - Altgesellen - Spielmanns- & Fanfarenzug - Narrenrat | Commons       |
| Singen                                      | Poppele-Zunft Singen 1860 e. V.                               | Hegau                    | Hoorig                                                                                                | - Eierweib (Einzelfigur) - Hänsele - Hooriger Bär - Poppele vom Hohenkrähen (Einzelfigur) - Rebwiieber - Schellenhansele - Zunftgesellen - Stadtbär mit Treiber | Commons       |
| Stetten                                     | Bockzunft Stetten a.k.M. e. V.                                | Donau                    | Bock – Mäh                                                                                            | - Bock - Hudl Ann (Einzelfigur) - Johann Jakob Scheiffele (Einzelfigur) - Marktfrau - Zunftschäfer | Commons       |
| Stockach                                    | Das Hohe Grobgünstige Narrengericht zu Stocken e. V. Stockach | Hegau                    | Narro – Narro                                                                                         | - Alt Stockacherinnen - Gerichtsnarren - Hans Kuony (Einzelfigur) - Hänsele - Laufnarren - Marketenderinnen - Zimmerer | Commons       |
| Tettnang                                    | Narrenzunft Tettnang e. V.                                    | Oberschwaben-Allgäu      | Montfort – jehu                                                                                       | - Gätterlet - Gickeler - Hopfennarr - Hopfensau (Einzelfigur) - Rote Spinne - Ur-Hopfennarr (Einzelfigur) | Commons       |
| Tiengen                                     | Bürger- und Narrenzunft 1503 Tiengen                          | Hochrhein                | Narri – Narro                                                                                         | - Narrenrat - Katzenrölli - Narrengericht und Henker - Schnurrewyber - Surianer | Commons       |
| Triberg im Schwarzwald                      | Narrenzunft Triberg e. V.                                     | Schwarzwald              | Narri – Narro                                                                                         | - Federenschnabel (Einzelfigur) - Roter Fuchs (Einzelfigur) - Spättlehansel - Triberger Teufel | Commons       |
| Unterägeri                                  | Wylägerer Fasnachtsgesellschaft Unterägeri                    | Bodensee-Linzgau-Schweiz | Narrety – Narretei ... bi üs dähei                                                                    | - Badjöggel - Möstliblöser - Nüssler mit - Alter Mann - Bjass - Blätz - Domino - Hudi - Tiroler - Zigeunerin | Commons       |
| Waldkirch                                   | Narrenzunft Krakeelia e. V. Waldkirch                         | Schwarzwald              | Narri – Narro                                                                                         | - Bajass - Kandelhexe - Büttel (Einzelfigur) - Kläpperlebub - Alte Jungfer | Commons       |
| Waldshut                                    | Narro-Zunft Waldshut 1411 e. V.                               | Hochrhein                | Narri – Narro                                                                                         | - Geltentrommler - Hansele - Narro - Ranzengardist | Commons       |
| Wangen im Allgäu                            | Wangemer Narrenzunft Kuhschelle Weiß-Rot e. V. Wangen         | Oberschwaben-Allgäu      | Schelle, schelle – Schell – au                                                                        | - Aneweible - Flachsnarr - Spindelnarr - Schellenbue (Einzelfigur) | Commons       |
| Wehingen                                    | Narrenzunft 1939 e. V. Wehingen                               | Neckar-Alb               | Narri – Narro                                                                                         | - Harrasweible - Wehinger Narro - Pfhus (Einzelfigur) mit Bauern | Commons       |
| Weingarten                                  | Plätzler-Zunft Altdorf Weingarten 1348 e. V.                  | Oberschwaben-Allgäu      | Breisgau – Ofaloch                                                                                    | - Altdorfer Schalknarr - Fasnetsbutzerössle - Laura - Lauratalgeist - Roter Plätzler - Rot-weißer Plätzler - Schlösslesnarr - Trachtenfrau - Urbletzler - Waldweible - Weißer Plätzler - Wurzelsepp | Commons       |
| Wellendingen                                | Narrenzunft Wellendingen e. V.                                | Neckar-Alb               | Narri – Narro                                                                                         | - Schellnarr - Hexenreiter (Einzelfigur) - 3 Störche mit Kinderbrautpaar | Commons       |
| Wilflingen                                  | Narrenzunft Wilflingen e. V.                                  | Neckar-Alb               | Narri – Narro                                                                                         | - Clon - Narrensamerstreuer - Schellnarr - Strohbär - Teufel | Commons       |
| Willisau                                    | Karnöffelzunft Willisau                                       | Bodensee-Linzgau-Schweiz | Narri – Narro                                                                                         | - Altherren - Enzilochmannen - Moorsträggel - Nachtwächter - Stadttier - Willisauer Wöschwyber - Zunftgesellen - Zünftige | Commons       |
| Wolfach                                     | Freie Narrenzunft Wolfach                                     | Schwarzwald              | Narro                                                                                                 | - Bretschelhans (Einzelfigur) - Geldbeutelwäscher - Graf Konrad (Einzelfigur) - Gullerreiter (Einzelfigur) - Kaffeetanten und Trommler - Landsknechte - Mehlwurmhansel - Narrenpolizei - Narrogeist (Einzelfigur) - Nasenzügler - Nussschalenhansel - Riesendame (Einzelfigur) - Röslehansel (in schwarz und rot) - Rungunkel und Müller - Schellenhansel - Spättlehansel - Streifenhansel - Tambourmajor (Einzelfigur) - Wohlaufmann | Commons       |
| Zell am Harmersbach                         | Narrenzunft Zell am Harmersbach e. V.                         | Schwarzwald              | Hoorig, hoorig, hoorig isch die Katz, und wenn die Katz nit hoorig wär, no dät sie keini Misli fonge. | - Bändelenarro - Spielkartennarro - Schneckenhiislinarro - Welschkornnarro | Commons       |

Als „Partner der Vereinigung“ werden folgende Zünfte anerkannt:
- Röllelibutzen Verein Altstätten, Kanton St. Gallen, Schweiz
- Fasnachtsgesellschaft Goldmäuder Einsiedeln, Kanton Schwyz, Schweiz (u. a. mit Narrenfigur Ustrichler)
- Narrenzunft Empfingen, Landkreis Freudenstadt, Baden-Württemberg
- Ehrsames Narrengericht zu Grosselfingen, Zollernalbkreis, Baden-Württemberg
- Alt-Konstanzer Hanselezunft, Konstanz, Landkreis Konstanz, Baden-Württemberg
- Narrhalla Reichenburg, Kanton Schwyz, Schweiz
- Schwyzer Nüssler, Schwyz, Kanton Schwyz, Schweiz
- Zunft Heini von Uri Sursee, Kanton Luzern, Schweiz

## Großes Narrentreffen
Alle vier Jahre treffen die Mitgliedszünfte sowie die Partner der Vereinigung zu einem Großen Narrentreffen der VSAN. Das letzte Große Narrentreffen fand am 20. und 21. Januar 2024 anlässlich des 100-jährigen Jubiläums der VSAN in Weingarten statt. Der Vierjahresrhythmus wird seit 1952 angewendet.

### Übersicht
Durch die mittlerweile hohe Anzahl an teilnehmenden Zünften ist die Ausrichtung eines Großen Narrentreffens nur in größeren Städten mit entsprechender Infrastruktur möglich. Bereits mehrfach Gastgeber waren Bad Cannstatt (3 mal), Konstanz, Lindau, Offenburg, Singen und Weingarten (je 2 mal).
| Jahr | Veranstaltungsort                                  |
| ---- | -------------------------------------------------- |
| 2024 | Weingarten                                         |
| 2020 | Bad Cannstatt                                      |
| 2016 | Lindau                                             |
| 2012 | Konstanz                                           |
| 2008 | Bad Waldsee                                        |
| 2004 | Singen                                             |
| 2000 | Wangen im Allgäu                                   |
| 1996 | Waldkirch                                          |
| 1992 | Bad Cannstatt                                      |
| 1988 | Offenburg                                          |
| 1984 | Lindau                                             |
| 1980 | Weingarten                                         |
| 1976 | Donaueschingen                                     |
| 1972 | Konstanz                                           |
| 1968 | Bad Cannstatt                                      |
| 1964 | Offenburg                                          |
| 1960 | Singen                                             |
| 1956 | Riedlingen                                         |
| 1952 | Rottenburg                                         |
| 1950 | Radolfzell                                         |
| 1948 | kein Narrentreffen aufgrund der Nachkriegszeit     |
| 1946 | kein Narrentreffen aufgrund der Nachkriegszeit     |
| 1944 | kein Narrentreffen aufgrund des Zweiten Weltkriegs |
| 1942 | kein Narrentreffen aufgrund des Zweiten Weltkriegs |
| 1940 | kein Narrentreffen aufgrund des Zweiten Weltkriegs |
| 1938 | Überlingen                                         |
| 1936 | Oberndorf                                          |
| 1935 | Offenburg                                          |
| 1933 | Stockach                                           |
| 1930 | Rottweil                                           |
| 1929 | Villingen                                          |